# Cortenuova
Cortenuova là một đô thị ở tỉnh Bergamo, vùng Lombardia (Italia).